# Kawakawank
Kawakawank (armenisch Կավաքավանք) ist ein ehemaliges armenisches Kloster in der Provinz Hadrut der de facto unabhängigen, aber de jure zu Aserbaidschan gehörigen Republik Arzach (Bergkarabach).
Kawakawank liegt am Gipfel des 720 m hohen Hügels Mengelenata unmittelbar westlich der Stadt Füzuli.
Vom Kloster ist heute nur noch eine 1742 unter dem Melik von Disak errichtete Kirche erhalten. Die Gebäudereste in der Umgebung der Kirche deuten aber darauf hin, dass es sich ursprünglich um einen größeren Klosterkomplex gehandelt haben muss.
Das Tympanon der Kirche, mit der armenischen Inschrift des Erbauungsdatums, sowie die Wappen der Meliks von Disak wurden während des Bergkarabachkonflikts zerstört bzw. abgekratzt.
Der Zugang zum Kloster ist nicht gefahrlos möglich, da das Gelände im Bergkarabachkrieg von 1992 bis 1994 vermint wurde und die Entminungsarbeiten nicht abgeschlossen sind.